# James Gist
Pour les articles homonymes, voir Gist.
James Gist, né le 26 octobre 1986 à Incirlik (Adana, Turquie), est un joueur américain de basket-ball.

## Biographie

### Carrière universitaire
Gist développe son basket-ball au lycée Our Lady of Good Counsel (Maryland). Il poursuit sa formation dans l'équipe universitaire des Terrapins du Maryland.

### Carrière professionnelle
Gist est choisi en 57e position de la draft 2008 de la NBA par les Spurs de San Antonio. Il part en Europe acquérir plus d'expérience auprès du club italien de Pallacanestro Biella en 2008-2009 avant de s'engager pour le club russe de Lokomotiv Kuban en 2009-2010. Il joue enfin pour les Spurs en 2010 lors de la NBA Summer League mais est relâché le 26 octobre 2010, jour de sa signature pour le club serbe du Partizan Belgrade. En juin 2011, il signe avec le club turc du Fenerbahçe Ülkerspor. En août 2012, il rejoint l'Unicaja Málaga, club de première division espagnole. Il est échangé contre Andy Panko en décembre 2012 et rejoint le Panathinaïkos.
En mars 2015, il prolonge son contrat avec le Panathinaïkos jusqu'à la fin de la saison 2016-2017. En novembre 2016, il se blesse à la jambe gauche et son indisponibilité est estimée à 6 mois.
En juillet 2019, Gist rejoint l'Étoile rouge de Belgade avec laquelle il signe un contrat de deux ans.
En décembre 2020, Gist s'engage jusqu'au terme de la saison en cours avec le Bayern Munich.
En septembre 2021, Gist signe un contrat jusqu'à fin décembre 2021 avec l'ASVEL Lyon-Villeurbanne, champion de France en titre et club évoluant en Euroligue. Il vient pour pallier l'absence sur blessure de Raymar Morgan. En décembre 2021, l'ASVEL et Gist prolongent le contrat jusqu'à la fin de la saison en cours.

### Équipe nationale
Gist dispute les jeux panaméricains avec l'équipe des États-Unis en 2007. L'équipe obtint la médaille de bronze.

## Palmarès
En club
- Coupe de Serbie : 2011
- Vainqueur de la Ligue adriatique : 2011
- Champion de Grèce : 2013, 2014, 2017, 2018, 2019
- Vainqueur de la Coupe de Grèce : 2013, 2014, 2015, 2016, 2017, 2019
- Champion de France en 2021-2022

En équipe nationale
- Médaille de bronze aux jeux panaméricains : 2007

## Clubs
- 2004-2008 :  Maryland Terrapins (NCAA)
- 2008-2009 :  Pallacanestro Biella (Lega A)
- 2009-2010 :  Lokomotiv Kuban (Superligue)
- 2010-2011 :  Partizan Belgrade (Ligue adriatique)
- 2011-2012 :  Fenerbahçe Ülkerspor
- 2012 :  Unicaja Málaga
- 2012-2019 :  Panathinaïkos
- 2019-2020 :  Étoile rouge de Belgrade
- 2020-2021 :  Bayern Munich
- 2021-2022 :  ASVEL Lyon-Villeurbanne